# Haslach (Burggen)
Haslach ist ein Gemeindeteil von Burggen im oberbayerischen Landkreis Weilheim-Schongau. Das Dorf liegt circa dreieinhalb Kilometer südwestlich von Burggen.

## Baudenkmäler
Siehe: Liste der Baudenkmäler in Haslach